# 한국의 소주

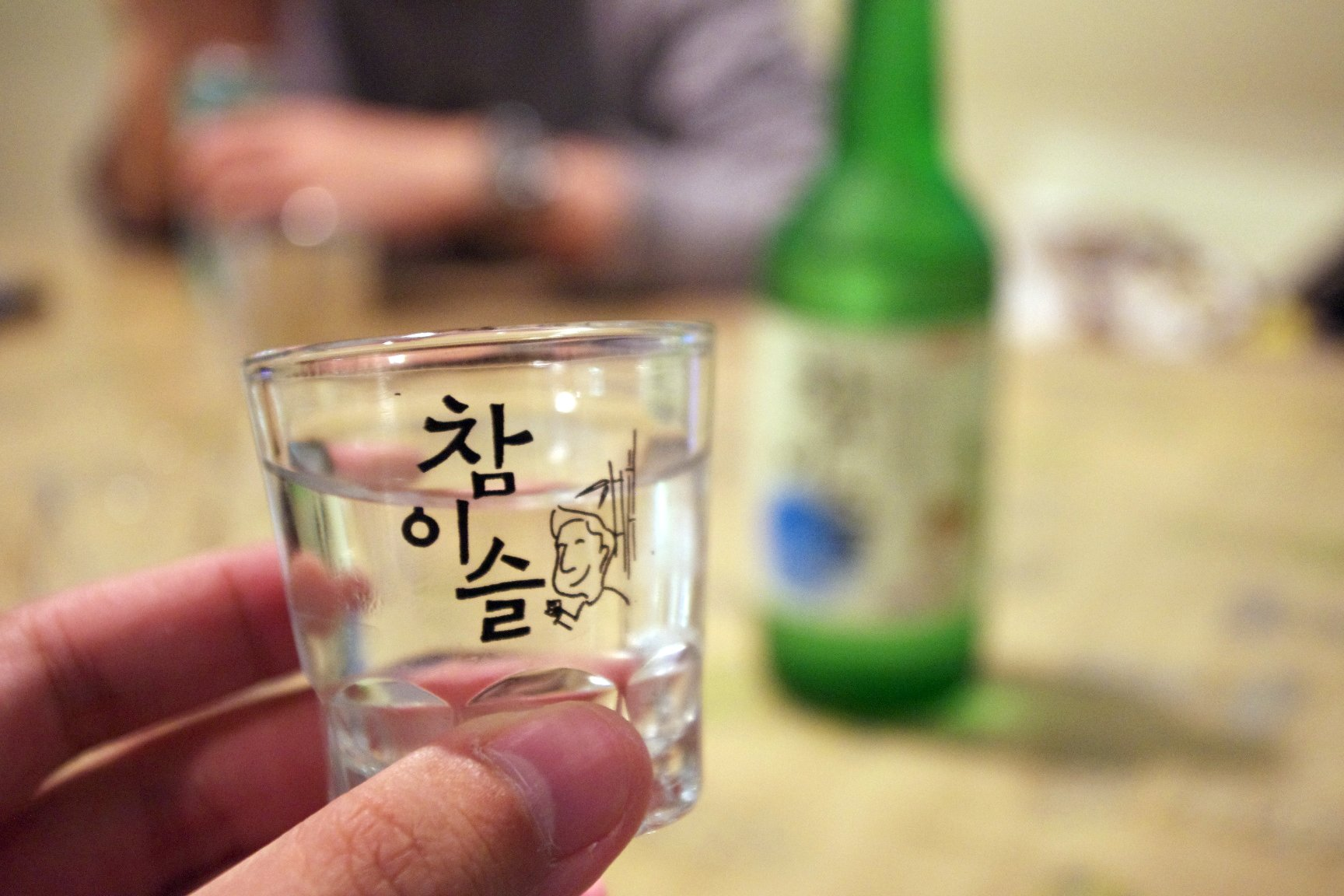

한국의 소주(燒酒)는 전통적으로 쌀로 증류해왔지만, 일제 강점기와 한국 전쟁 이후부터 경제 성장기에 걸쳐 감자, 밀, 보리, 고구마, 타피오카 등의 전분을 첨가한 소주가 만들어지게 되었다. 소주는 원래는 증류식 소주만을 일컫는 말이었으나, 1960년대에 쌀을 원료로하는 주조가 금지되면서 희석식 소주가 증류식 소주를 대체하였고, 이후 두 가지 종류의 술을 모두 이르는 말이 되었다. 현재 소주는 보통 값이 싸고 대중화된 희석식 소주를 말한다.
소주는 무색 투명하고 알코올 도수는 16.8%에서 53%까지 다양하다. 1990년대 이전에는 25% 이상이 거의 대부분이었으나 이후 저도수 주류가 유행함에 따라 도수가 낮은 소주가 점점 늘어나고 있다. 1977년에 정부주도로 소주업체 통폐합이 진행되어 1도(道) 1사(社)가 원칙이었으나 1988년 제6공화국 수립 이후 이 제도는 폐지되었다.
2000년대 들어 한국소주는 20년 연속으로 세계에서 가장 많이 팔리는 증류주(蒸溜酒 spirts, distilled Liquor) 에 올라있다.

## 어원
소주라는 말은 태워서 만든 술이라는 뜻이다. 소주의 원명은 증류, 땀을 가리키는 아랍어인 ‘아라크’(Araq)를 한역(漢譯)한 ‘아자길’(阿刺吉)·‘아리걸’(阿里乞)이라고 중국문헌에 나오며, 한국 평안북도의 경우 아랑주, 개성지방에서는 아락주라고 하는 데서도 그 흔적이 드러난다. 불을 붙이면 불이 난다고 화주(火酒), 한 방울씩 모아서 된 술이라 하여 노주(露酒), 한주(汗酒)라고도 부른다.

## 역사
한반도에는 고려 충렬왕 때 쿠빌라이 칸이 일본 원정을 목적으로 진출할 때 전해졌다고 한다. 특히 몽골의 주둔지이던 개성, 전진 기지가 있던 안동, 제주도에서 소주 제조법이 발달하였다. 《고려사(高麗史)》에 공민왕 때 경상도 원수(元帥) 김진(金鎭)이 소주를 좋아하여 명기(名妓)와 부하를 모아 소주도(燒酒徒)가 되었다는 기록이 나오는데, 이것이 한국 최초의 기록이다.
한국에서는 고려를 부마국으로 둔 몽골군에 의해 몽골군의 주둔지인 안동과 무역의 중심지였던 개성을 중심으로 소주가 알려지기 시작했다. 그러나 그 당시 소주는 제조가 까다로운 증류주였기 때문에 값이 비싸 사치스러운 술로 부유층이 즐기던 술로 인식되었다. 일반 서민층들에게는 약용으로만 쓰여져 약소주라고도 불렸다. 소주의 종류는 여러 가지였고, 지금과는 달리 순수하게 곡식으로 빚어 맛이 좋았다고 한다.

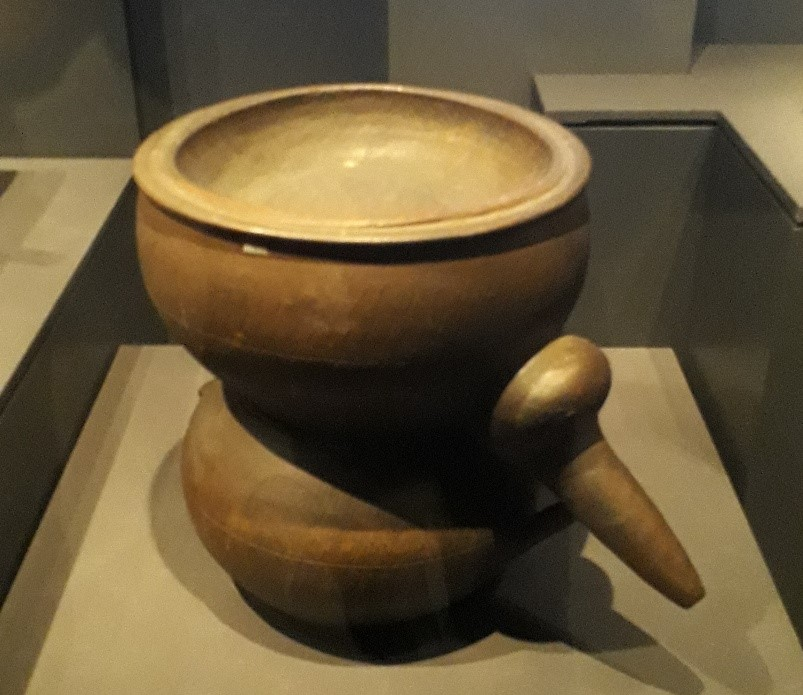
전통 소주를 만들 때 쓰던 소줏고리의 모습

소주의 기원은 13세기 고려로 거슬러 올라가는데, 당시 몽골 침략 당시 레반틴 증류법이 소개된 시기(1231~1259년)에 레반트, 아나톨리아, 페르시아 침략 당시 아라크의 증류법을 터득한 위안 몽골인들이 도입한 것이다. 그 당시 수도였던 개경시 주변에 양조장이 설치되었다. 개성의 주변 지역에서는 소주를 여전히 아락주라고 부른다. 한국 현대 소주의 직접적인 뿌리인 안동소주는 이 시기 몽골군이 주둔하던 안동지역에서 시작되었다.
소주는 전통적으로 발효된 곡물을 증류하여 만든다. 증류소주의 청주는 보통 약 15일 동안 발효되며, 증류 과정은 여과되고 성숙한 청주를 소주 고리를 위에 얹은 솥(카울드론)에 넣고 끓인다. 1920년대에는 3,200개 이상의 소주 양조장이 한반도에 존재하였다.
1965년 들어  양곡 부족 현상을 완화하기 위해 소주를 쌀로 만드는 것을 금지하자 30%의 ABV를 가진 희석된 소주가 1965년까지 35 ABV의 증류 음료로 언급되었다. 대신에, 소주는 향료와 감미료, 물을 섞은 고구마와 타피오카에서 증류된 에탄올(95% ABV)을 사용하여 만들어졌다.최종 제품은 다양한 소주 브랜드 이름으로 판매되고 있다. 국내 소주업체는 모두 에탄올을 판매한다. 1980년대 후반까지, 사카린은 업계에서 가장 인기 있는 감미료였지만, 그 이후로 스테비오사이드로 대체되었다.
비록 1999년에 금지가 해제되었지만, 저렴한 소주는 계속해서 이런 방식으로 만들어졌다. 희석된 소주는 알코올 함유량을 낮추는 추세를 보이고 있다. 30%의 ABV는 1973년까지 25%로, 1998년에는 23%로 떨어졌다. 현재 소주는 17% 이하의 ABV를 이용할 수 있다. 2017년에는 일반 360밀리리터(13.2페인트, 12.7US플루즈) 한 병의 희석 소주가 슈퍼마켓과 편의점에서 1700원(약 1.69달러), 식당에서는 4,000원–5,000원(약 3.99-4.98달러)으로 소매된다.
몇몇 지역은 1999년부터 곡류로부터 소주를 추출하기 시작했다. 전통적인 수공예인 안동소주는 약 45% ABV를 가지고 있다. 화요는 ABV 17%~53% 범위로 구성된 5가지 다른 혼합물을 가진 브랜드다.
2000년대에 한국소주는 세계 증류주(蒸溜酒 spirts, distilled Liquor) 시장을 지배하기 시작했다. 진로 소주는 20년 연속으로 세계에서 가장 많이 팔리는 증류주가 되었다. 다른 두 개의 소주 브랜드인 '처음처럼'과 '좋은데이'는 상위 10위 안에 들었고 나머지 세 개의 소주 브랜드가 2016년 세계 100위 안에 들어 있다.
과일 소주는 2015년부터 생산되고 있다. 칵테일이 한국에 처음 소개되었을 때, 소주를 첨가하여 과일 추출물이나 주스를 맛보기 위해 처음 만들어졌다.

## 종류
원료와 제조 방법에 따라 크게 구식 소주와 신식 소주로 나눈다.

### 구식 소주
구식 소주는 조국(粗麯, 밀기울로 만든 누룩)과 전분질의 원료를 함께 발효한 것을 증류하여 얻은 소주로 독특한 향미가 있다. 전분질의 원료로 남부 지방에서는 쌀, 북부 지방에서는 보리나 조, 옥수수 등을 이용했다. 보통 소주와 약소주로 나눈다.

### 신식 소주
주조 기술이 발달하면서 조국 대신에 곰팡이 고지(koji)를 쓰고, 증류기도 고리 대신 사관식 증류기를 쓰게 되어 소주의 풍미가 구식 소주와 크게 달라지게 되었다. 신식 소주는 증류식 소주와 희석식 소주로 나눈다.

#### 증류식 소주
증류식 소주는 전통적으로 ‘소줏고리’라는 장치를 이용한다. 이 장치는 아래위 두부분으로 되어있는데, 소주의 술밑을 큰 솥에 넣고 위에 고리를 올린 후 위층에 물을 붓고 아궁이에 불을 땐다. 그러면 알코올이 물보다 끓는점이 낮기 때문에 먼저 기체가 되어 날아오른다. 이러한 증류액을 모은 것이 소주가 된다.
1920년 무렵 흑국균(黑麴菌)을 전분질의 원료에 배양하여 만든 고지를 구식 소주의 누룩 대신 쓰기 시작했다. 처음에는 전통 누룩과 반반 정도로 썼으나, 점차 고지만을 쓰게 되었다. 단식 증류기를 이용하여 증류한 소주이다. 증류식 소주는 흑국균이나 그것의 변이인 백국균을 누룩으로 이용하고, 황국균이나 배양효모는 특별히 쓰지 않는다.

#### 희석식 소주
희석식 소주는 당밀 타피오카 등으로 만든 술을 증류기로 증류하여 주정을 만들고, 이 주정에 물을 희석하여 정제한다. 오늘날 시중에 파는 거의 대부분의 소주들이 희석식으로 만들어진다.
1965년에 정부의 식량 정책으로 소주 발효에 곡류의 사용이 금지되어 증류주로써의 소주가 사라지게 되어 개발된 소주이다. 희석식 소주는 쌀, 보리, 고구마 등 곡물원료를 발효 후 연속 증류, 정제하여 만든 순도 95% 이상의 에탄올(주정)을 주원료로 하여, 알코올 도수를 맞추기 위해 물에 희석하고 그 외 여러 인공첨가물을 첨가하여 생산된다. 최근엔 타피오카라는 저렴한 열대작물을 발효시켜 주정을 얻는다. 주정을 얻는 과정에서 향이 모두 날아가기 때문에 어떤 원재료를 사용했는지는 중요하지 않다. 현재 알코올도수는 15.5도에서 35도 사이로 다양한 제품들이 생산되어 판매되고 있다. 사실 주정과 물만을 희석한 상태에서는 쓴 맛이 강해 역해서 바로 마시기 힘들다고 한다. 그래서 인공첨가물인 아스파탐 등을 첨가해 단맛을 내고 쓴맛, 비린맛을 느끼지 못하게 한다.
다른 식품군과 다르게 주류는 첨가물의 성분을 표시하지 않아도 된다. 이는 주류 표시규정에서 정하는 "표시해야 할 첨가물은 식품위생법에서 명칭과 용도를 표기해야 하는 물질로 한다."는 항목 때문인데 이로 인해 주류에 대해서는 특별히 모든 성분을 표시하지 않아도 되는 특혜를 받고 있다. 반면 다른 나라에서는 한국인이 마시는 희석주를 일반적인 술로 보지 않고 거의 생산하지 않는 상황이다. 성분도 문제이지만 더 큰 문제는 값싼 원료로 제작돼 첨가제로 맛을 낸 희석주로 인해 적은 금액으로 쉽게 취할 수 있게 되면서 한국의 음주문화까지 바뀌어 버렸다는 데 있다.

### 지역별 소주
1970년대 소주업체들의 과다경쟁으로 정부는 1도 1사의 원칙을 정하였지만 1988년 이 원칙을 폐지하였다. 그럼에도 불구하고 타지역의 소주가 유통되기에는 많은 어려움이 있기 때문에 아직까지 각 지역별 특성을 유지하고 있다.
- 서울: 진로의 참이슬이 대표적이며, 2012년 후레쉬(17%)와 클래식(20.1%)으로 리뉴얼 되었다.
- 강원: 처음처럼(17%)이 대표적이며, 옛 두산주류BG에서 처음 출시하여 현재 롯데칠성음료에서 생산하고 있다.
- 충북: 시원한 청풍(17.5%)이 대표적이며, 시원소주에서 제조되고 있다. 이는 아스파라긴이 함유되어있어 부드러운 맛을 자랑한다.
- 충남: O2린(17.8%)이 대표적이며, 맥키스 컴퍼니에서 제조되고 있다. 이는 산소가 3배 많은 소주로 산소소주라고 불리기도 한다.
- 전북: 진로의 하이트(19%), 처음처럼이 대표적이며, 수출용으로는 하이트 블루밍 3종이 있다.
- 광주, 전남: 잎새주(18.5%)가 대표적이며, 보해양조에서 제조되고 있다. 이는 100% 자연에서 추출한 감미료를 사용하여 인공조미료가 첨가되어 있지 않다.
- 대구, 경북: 참소주(16.9%)가 대표적이며, 금복주에서 제조되고 있다. 참소주는 첨단고순도정밀여과공법을 도입했다.
- 울산, 경남: 화이트(19%), 좋은데이(16.9%)가 대표적이며, 둘 다 무학 종합 주류업체에서 제조되고 있다.  좋은데이는 클린에어와 참숯세라믹 여과를 통해 깔끔한 맛을 만든다.
- 부산: C1(17.5%)가 대표적이며, 대선주조에서 제조되고 있다. C1프리미엄 소주는 국내 최초로 제조과정에 음악을 들려주는 음향숙성진동공법을 도입했다.
- 제주: 한라산(21%)이 대표적이며, (주)한라산 소주에서 제조되고 있다. 이는 천연암반수를 해저 80m 아래에서 뽑아 올려 화학처리를 거치지 않고 자연수 상태로 사용한다.

### 과일맛 소주
- 처음처럼 순하리: 과일소주의 시초라고 할 수 있으며 유자(14%), 복숭아(12%), 라임(15%), 사과(12%) 맛이 있다.
- 좋은데이: 자몽, 복숭아, 블루베리, 석류, 파인애플, 유자 맛 등이 있으며 알코올 도수는 모두 13.5%이다.
- 참이슬: 청포도에 이슬, 자몽에 이슬,딸기에 이슬(해외)이 있다. 말그대로 청포도 맛과 자몽 맛,딸기에 이슬 세개 모두 알코올 도수는 13%이다.
- 순한참: 자몽, 유자, 청포도, 블루베리 맛이 있으며, 이들 모두 알코올 도수는 14%이다. 최근에는 알코올 도수를 10%로 내린 모히또 바나나도 출시하였다.
- 부라더#소다: 소다, 복분자, 풋사과, 바나나, 자몽, 망고, 요구르트 맛과 한정판으로 나온 딸기 맛 등이 있으며, 알코올 도수는 모두 3%이다.

## 한국 밖의 소주

### 중국
한반도 바로 외곽에 있는 소주 브랜드들은 한국보다 가격이 훨씬 싸기 때문에 쌀을 기금으로 사용한다. 진로와 같은 회사로부터 북한과 남한으로부터 온 소주 또한 수입된다.

### 캐나다
캐나다의 주류는 주마다 다른 규제를 받는다. 온타리오 주에서는 술관리위원회(LCBO)가 소주를 판매하지만 모든 점포가 소주를 취급하는 것은 아니다. LCBO는 다양한 종류의 소주를 판매하는데, 보통 3, 4개의 다른 브랜드가 항상 소주를 판매한다. 모든 LCBO 지역에 소주가 있는 것은 아니다. LCBO가 온라인 주문을 도입했기 때문에 지방 어디에서도 소주를 주문할 수 있다. AGCO 주류판매권을 가진 거의 모든 한국 식당들이 그것을 팔고 있다.
다른 캐나다 지방에서는 주류 판매가 민영화되거나 반민영화 될 수 있다. 예를 들어, 알버타에서는, 주류 상점이 소주 브랜드를 수십 개 가지고 다닐 수 있다.

### 미국
캘리포니아 주와 뉴욕 주의 주류 허가법은 특히 소주의 판매를 다른 증류주의 판매와 관련된 규정에서 면제하여, 맥주/와인 면허를 가진 기업들이 다른 증류주에 필요한 더 비싼 면허를 요구하지 않고 소주를 판매할 수 있도록 한다. 단 한 가지 규정은 소주에 라벨을 명확하게 부착하고 알코올 함유량이 25% 미만이어야 한다는 것이다. 이로 인해 미국에서는 소주를 베이스로 하여 서양의 음료를 섞어 만든 상품들, 가령 보드카나 소주 마티니, 소주 코스모폴리탄 같은 것들이 나타났다. 또한 일본의 쇼츄와 같은 다른 아시아 지역에서 나온 유사한 증류주 제조업자들이 본인들의 제품을 해당 지역에서 판매하기 위해 소주로 재지정하기도 했다.
진로의 미국 사업부는 미국에서 소주를 홍보하기 위해 한국의 팝 스타인 PSY와 제휴를 맺고 2013년 LA 다저스와 제휴해 소주를 판매했다.

## 소비
한국은 독한 술 소비량에서 세계 1위 국가에 속한다. 비록 맥주, 위스키, 와인이 최근 몇 년 동안 인기를 얻고 있지만 소주는 비교적 낮은 가격 때문에 한국에서 가장 인기 있는 알코올 음료다. 2004년에 한국에서 30억 개 이상의 병이 소비되었다. 2006년에는 성인 한국인(20세 이상)이 그 해 동안 소주 90병을 마신 것으로 추정되었다. 2014년 주 당 평균 음주량은 소주잔 정도의 술잔을 기준으로 할 때,  한국이 주 당 평균 13.7잔, 2위 러시아인은 6.3잔, 미국의 소비량은 3.3잔, 캐나다는 2.5잔, 영국은 2.3잔이다.

### 칵테일
소주는 전통적으로 쭉 마시는 반면 칵테일 몇 잔과 혼합 음료는 소주를 기본 정신으로 사용한다. 맥주와 소주를 섞으면 소주와 맥주(소맥 어원이 된다.이 나는 소주도 있다. 과일을 소주와 섞어 슬러시 형태로 마시는 것도 인기가 있다.또 다른 인기 있는 향미 소주는 소주, 요거트, 레몬 라임소다의 조합인 요구르트 소주가 있다.
폭탄주("폭탄 음료")는 맥주 1파인트에 담가둔 소주 한 잔으로 구성돼 금방 취한다. 이것은 일본의 사케 폭탄과 유사하다.
소주는 때때로 한국의 청주라고 잘못 일컬어진다. 대량 생산된 소주는 곡주인 중국 바이주와 일본 음료인 쇼츄로 오인되고 있다.

## 같이 보기
- 일본의 소주
- 중국의 소주

- 진로 이즈 백
- 참이슬
- 처음처럼
- 한라산 소주
- 맑을수록